# Stipa tigrensis
Stipa tigrensis är en gräsart som beskrevs av Emilio Chiovenda. Stipa tigrensis ingår i släktet fjädergrässläktet, och familjen gräs. Inga underarter finns listade i Catalogue of Life.